# Vocabolari molt profitos per apendre Lo Catalan Alamany y Lo Alamany Catalan

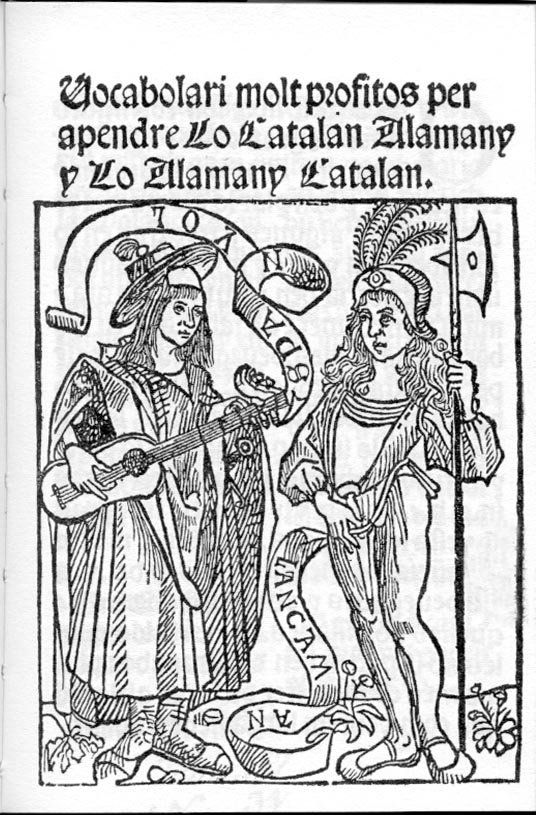
Titelbild des Vocabulari molt profitos per apendre Lo Catalan Alamany y Lo Alamany Catalan von J. Rosembach (Perpignan, 1502)

Vocabolari molt profitos per apendre Lo Catalan Alamany y Lo Alamany Catalan („Ein gar nützliches Wörterbuch, wodurch Katalanen Deutsch und Deutsche Katalanisch lernen können“) ist ein Gesprächsbuch, das 1502 in Perpignan vom Buchdrucker Joan Rosembach herausgegeben wurde.

## Beschreibung
Der Titel macht deutlich, dass es sich um ein Wörterbuch mit katalanisch-deutschen und deutsch-katalanischen Entsprechungen handelt. Das Buch ist in thematische Kapitel unterteilt und hat das Lernen und vor allem die praktische Anwendung dieser Sprachen zum Ziel. Es war gedacht für Handwerker, Mitglieder der Zünfte und im Allgemeinen für alle, die, aus welchem Grund auch immer, sowohl in der deutschen als auch der katalanischen Kultur in den katalanischen Ländern oder in Deutschland lebten und arbeiteten.

## Struktur
Das Buch hat folgende Kapitel:
- 1. Von Gott und der Dreiheiligkeit und der Macht und des Reichtums.
- 2. Von den Heiligen und ihren Namen.
- 3. Vom Vaterunser und dem Avemaria.
- 4. Vom Teufel und der Hölle und dem Fegefeuer.
- 5. Von den Jahren und Monaten und Wochen und Tagen.
- 6. Von all inwendigen und auswendigen Teilen des Menschen.
- 7. Von Kaisern und von Herrschaften.
- 8. Von Kaiserin und Edelfrauen.
- 9. Von Dirnen.
- 10. Von Vater und Mutter und Urahnen und Verwandten.
- 11. Von den Hochzeiten und von allen Staaten.
- 12. Von Städten und von Gericht.
- 13. Von Zahlen.
- 14. Von Gold und Silber und allen Dingen, die man schmilzt.
- 15. Von allerlei Gewürzen und Handelswaren für den Hof.
- 16. Von Krämerei und Kaufmannswaren.
- 17. Von Kaufmännern und Handwerksleuten.
- 18. Von Farben.
- 19. Von Hausrat.
- 20. Von Häusern.
- 21. Von Brot und Wein und allen Essdingen.
- 22. Von allem Werkzeug.
- 23. Von edlem Gestein.
- 24. Von Waffen und Waffenmeistern.
- 25. Von Dörfern und Bauern.
- 26. Von Gärten und ihren Früchten.
- 27. Von Wäldern und allen wilden Dingen.
- 28. Von den Tieren. Adaptierte Reproduktion einer Seite aus dem Vocabulari molt profitos per apendre Lo Catalan Alamany y Lo Alamany Catalan von J. Rosembach (1502)

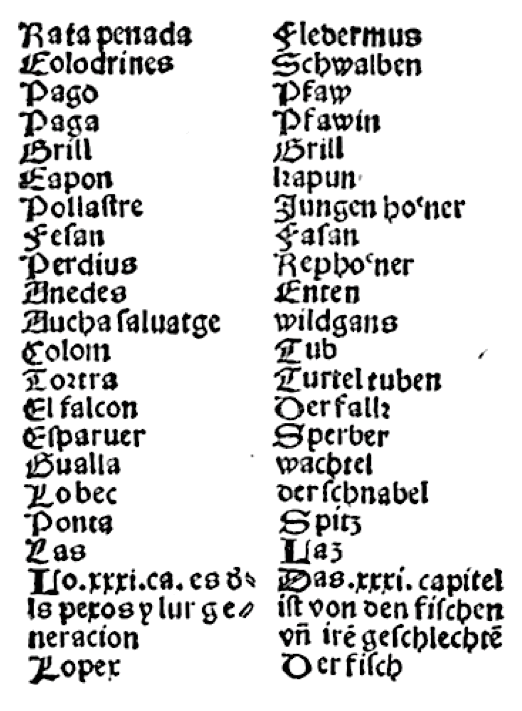
Adaptierte Reproduktion einer Seite aus dem Vocabulari molt profitos per apendre Lo Catalan Alamany y Lo Alamany Catalan von J. Rosembach (1502)

- 29. Von Ameisen und Würmern und Vieh.
- 30. Von den Vögeln und ihren Geschlechtern.
- 31. Von den Fischen und ihren Geschlechtern.
- 32. Von den Schiffen und Galeren.
- 33. Von Luft und Wind.
- 34. Von Bergen und Tal.
- 35. Von den Ländern.
- 36. Von Städten und Schlössern.
- 37. Von der Christenheit und Ungläubigen.
- 38. Von Streiten und Kriegen und Spielern.
- 39. Von allerlei Saitenspielen.
- 40. Von Krankheit.
- 41. Von der Kirche und was ihr zugehört.
- 42. Von den sieben Todsünden.
- 43. Von den fünf Sinnen.
- 44. Von den sechs Werken der Barmherzigkeit.
- 45. Von den zehn Geboten.
- 46. Von der Schule und Studium.
- 47. Von den geistlichen Ämtern.
- 48. Von Wasser und Feuchtigkeit.
- 49. Von Feuer und Hitze.
- 50. Von Gehorsamkeit.
- 51. Von Narren und Toren.
- 52. Vom Palast.
- 53. Vom Keller und was ihm zugehört.
- 54. Von der Stube und was ihr zugehört.
- 55. Von der Kammer und was ihr zugehört.
- 56. Vom Kornhaus und allerlei Korn.

Es schließt sich ein zweites Buch an, das Rede und Wort nach seinem Lauf enthält (die Wörter haben nicht immer eine Beziehung zur Kapitelüberschrift):
- 1. Von Worten oder von Rede.
- 2. Von Botschaften.
- 3. Von Freud und von Leid.
- 4. Von Sprichworten.
- 5. Hoffnung.
- 6. Bitten.
- 7. Vom Koch und seiner Kunst.
- 8. Von Schlafen und Träumen und anderen hübschen Dingen.
- Ein letzter Abschnitt enthält noch allerlei was mangelt im Buch und bisher nicht geschrieben wurde.

Im zweisprachigen Kolophon steht vermerkt "Gedruckt ist dieser Vokabulari in der edlen Stadt zu Perpignan von Meister Hansen Rosenbach im Jahr M.D. und ii".

## Kontext und Ursprung
Als das Vocabulari von Rosembach erscheint, ist die Herausgabe von zwei- oder mehrsprachigen Wörter- und Gesprächsbüchern in modernen europäischen Sprachen im 15. und frühen 16. Jahrhundert nicht ungewöhnlich. Bereits im Jahr 1480 veröffentlichte der englische Buchdrucker William Caxton ein Wörterbuch in Form eines Dialogs auf Französisch und Englisch.
Zuvor hatte der deutsche Typograf Adam de Rottweil 1477 in Venedig ein italienisch-deutsches Vokabular namens Introito e porta veröffentlicht.  Dieses Wörterbuch hatte mehrere Ausgaben und spätere Versionen, normalerweise unter dem Titel Utilissimus vocabulista, in denen das Material wiederverwendet wurde und Italienisch durch andere Sprachen wie Latein, Französisch oder Spanisch ersetzt wurde.
Eine der Ausgaben von Introito e porta diente als Quelle für das gar nützliche Wörterbuch von Rosembach. Der italienische Text wurde durch Katalanisch ersetzt, wobei seine Äquivalenzen in Deutsch und die bereits genannten Kapitel beibehalten wurden. Aus diesem Grund und seinem didaktischen Ziel entsprechend wurde das Buch auf Katalanisch anonym veröffentlicht.

## Exemplar

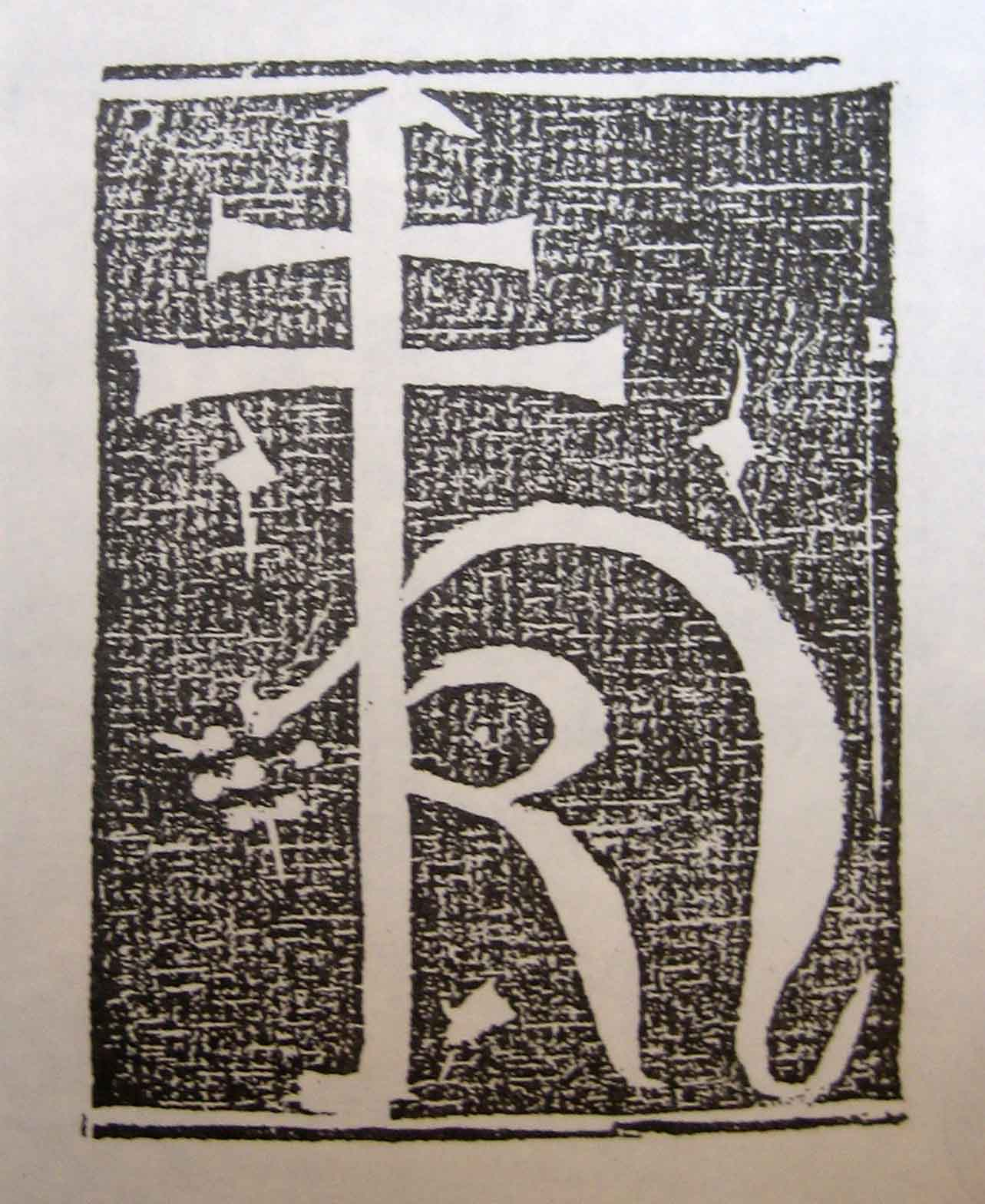
Reproduktion der Druckermarke des Vocabulari molt profitos per apendre Lo Catalan Alamany y Lo Alamany Catalan von J. Rosembach (1502)

Ein einziges Exemplar dieser Arbeit ist bekannt, das in der Biblioteca de Catalunya aufbewahrt wird. Es wurde 1908 als Teil der Sammlung von Marià Aguiló erworben.
Es handelt sich um ein Postinkunabel und ist ein 72-seitiger Band in Oktavformat. Der Text besteht aus zwei Spalten mit 23 Zeilen und ist in gotischer Schrift gedruckt. Auf dem Deckblatt ist unter dem Titel ein gerahmter Holzschnitt abgedruckt, der zwei menschliche Figuren zeigt. Die Linke hält eine Gitarre, aus der ein Band mit der Aufschrift Spanyol ragt. Die andere trägt eine Lanze und vom Gürtel weht ein Band mit der Aufschrift Lancaman (dt. „Lanzenmann“). Unter dem Kolophon befindet sich die Druckermarke. Aufgenommen ist das Buch in den Katalogen Aguiló (Nr. 2058), Martín Abad, Postincunables (Nr. 1540), Norton (Nr. 449) und Palau (Nr. 372352).
Dieser Band war Teil der Biblioteca Columbina von Sevilla. Ferran Colom erwarb ihn 1512 in Lleida für 20 Maravedís.

## Bibliographie

### Ausgaben
- Vocabulari català-alemany, de l'any 1502. Edició facsímil segons l'únic exemplar conegut acompanyada de la transcripció, d'un estudi preliminar i de registres alfabètics, per Pere Barnils (i Giol), Barcelona, Institut d'Estudis Catalans (Biblioteca filològica de l'Institut de la Llengua Catalana, 7), 1916.
- Vocabulari català-alemany de l'any 1502 – Katalanisch-deutsches Vokabular aus dem Jahre 1502: Nachdruck der von Pere Barnils besorgten Faksimileausgabe von 1916; herausgegeben und mit einem Vorwort versehen von Tilbert Dídac Stegmann, Frankfurt am Main, Domus Editoria Europaea, 1991 [Reproduktion der Ausgabe von P. Barnils (1916) mit Vorwort und aktualisierter Bibliographie]. ISBN 3927884235.
- Vocabulari català-alemany imprès a Perpinyà per Joan Rosembach el 1502, presentació a cura de Vinyet Panyella, Barcelona, Biblioteca de Catalunya-Institut Ramon Llull, 2002 [neue Faksimileausgabe mit Einführung auf Katalanisch und Deutsch]. ISBN 9788478451494.

### Studien
- Germà Colon: Concerning the Catalan-German Vocabulary of 1502: «Vocabolari molt profitós per apendre Lo Catalan Alemany y Lo Alemany Catalan». In: Quaderni di semantica. Band 4, 1983, S. 395–399.
- Germà Colon: El vocabulari català-alemany de 1502: Vocabolari molt profitos per apendre Lo Catalan Alamany y Lo Alamany Catalan. In: Zeitschrift für Katalanistik 24 (2011), S. 9–15
- Hans Flasche: El Vocabulario catalán-alemán de 1502. In: VII Congreso Internacional de Lingüística Románica (Universidad de Barcelona, 7.–10. April 1953). Universidad de Barcelona, Barcelona 1955, Band 2, 19 S.
- Franziska Küenzlen:  'Vocabolari molt profitos' (Katalanisch-deutsches Vokabular). In: Die deutsche Literatur des Mittelalters. Verfasserlexikon. 2., völlig neu bearbeitete Auflage. Hrsg. von Burghart Wachinger [u. a.], Band 11, Walter de Gruyter, Berlin und New York 2004, Sp. 1636–1637.
- Antoni Ferrando Francés und Miquel Nicolás Amorós: Història de la llengua catalana. Universitat Oberta de Catalunya, Barcelona 2005.
- Manuel Llanas i Pont: L'edició a Catalunya: segles XV a XVII. Gremi d'Editors de Catalunya, Barcelona 2002.
- Joan Martí i Castell: Presentació de l'edició facsímil del «Vocabolari molt profitós per apendre lo catalan alamany y lo alamany catalan» imprès a Perpinyà per Joan Rosembach el 1502. In: Llengua & Literatura. Band 15, 2004, S. 665–669.
- Albert Rico i Joan Solà: Gramàtica i lexicografia catalanes, síntesi històrica. Universitat de València, València 1995.